# Lost: Via Domus
Lost: Via Domus är ett spel baserat på TV-serien Lost. Det släpptes av Ubisoft som även var utvecklare av spelet som släppts till Playstation 3, Xbox 360 och Windows. Det släpptes i februari 2008. Spelet är ett enspelars action/äventyrsspel.